# Трыковка
Трыковка — село в Карачевском районе Брянской области, в составе Карачевского городского поселения. 

Расположено в 1 км от западной окраины города Карачева, на левом берегу Снежети, у автодороги А141. 
 Население — 1337 человека (2025).
Имеется отделение связи, сельская библиотека. Близ села — святой источник.

## История
Упоминается с XVIII века как деревня, бывшее владение Карачевского Воскресенского монастыря; позднее состояла в приходе села Бережок.
До 1929 года входила в Карачевский уезд (с 1861 — в составе Драгунской волости, с 1925 в Карачевской волости).
С 1929 года в Карачевском районе; до 2005 являлась центром Трыковского сельсовета. В 1964 году присоединена деревня Рясники и присвоен статус села. В начале XXI века сооружён храм-часовня Новомучеников и Исповедников Российских (освящён в 2005); ранее храма не имело.
| Годы      | 1866 | 1887 | 1897 | 1926 | 1979 | 1989 | 2002 | 2010 |
| --------- | ---- | ---- | ---- | ---- | ---- | ---- | ---- | ---- |
| Население | 340  | 521  | 489  | 910  | 1062 | 978  | 949  | 994  |